# Conus shikamai
Conus shikamai é uma espécie de gastrópode do gênero Conus, pertencente a família Conidae.